# ナコーンパトム・ユナイテッドFC
ナコーンパトム・ユナイテッド・フットボールクラブ（タイ語: นครปฐม ยูไนเต็ด, 英語: Nakhonpathom United Football Club）は、タイ王国のナコーンパトム県をホームタウンとするサッカークラブ。クラブエンブレムには虎（ホワイトタイガー）がデザインされている。

## 歴史
1999年（仏滅紀元2542年）、ナコーンパトムFCとして創設された。
2005年、タイ・プレミアリーグとプロヴィンシャル・リーグ統合の動きにより、上位2チームがプレミアリーグに昇格することになったが、3位に終わった。翌年、プロヴィンシャル・リーグで3年連続3位に終わったが、2位がタイ・ポートFCのセカンドチームだったため、繰り上げでプレミアリーグ初昇格が決まった。タイ・ポートFCがプレミアリーグに所属していたため、セカンドチームは昇格権を持たなかった。
2010年、タイ・ディヴィジョン1リーグで5位になり、プレミアリーグ入れ替え戦に進出した。2位で迎えた入れ替え戦・グループAの最終節シーサケートFC戦は勝利した方がプレミアリーグに昇格（残留）する大一番となったが、3人が退場する荒れた試合になり、0-0の引き分けに終わった。試合後、昇格を逃したナコーンパトムFCのサポーターが審判への不満からピッチ内に乱入し、審判に暴行を加える事件が発生したため、クラブに対して2年間の出場停止処分が下された。
2012年5月28日、ナコーンパトム・ユナイテッドFCに改称した。

## 現所属メンバー
2025年1月17日現在
※星印は外国人選手を示す。
監督
- トンチャイ・スッコーキー

## タイトル
- なし

## 過去の成績
| シーズン  | ディビジョン     | 順位 | FAカップ |
| --------- | ---------------- | ---- | -------- |
| 1999-2000 | プロヴィンシャル | 6位  |          |
| 2001      | プロヴィンシャル |      |          |
| 2002      | プロヴィンシャル | 5位  |          |
| 2003      | プロヴィンシャル | 7位  |          |
| 2004      | プロヴィンシャル | 3位  |          |
| 2005      | プロヴィンシャル | 3位  |          |
| 2006      | プロヴィンシャル | 3位  |          |
| 2007      | プレミア         | 11位 |          |
| 2008      | プレミア         | 9位  |          |
| 2009      | プレミア         | 16位 | 3回戦    |

| シーズン | ディビジョン    | 順位 | FAカップ |
| -------- | --------------- | ---- | -------- |
| 2010     | ディヴィジョン1 | 5位  | 準々決勝 |
| 2011     | 出場停止        |      |          |
| 2012     | 出場停止        |      |          |
| 2013     | ディヴィジョン1 | 12位 | 2回戦    |
| 2014     | ディヴィジョン1 | 13位 | 3回戦    |
| 2015     | ディヴィジョン1 |      |          |

## 歴代所属選手
- モハメド・コネ 2001-2002
- スティナン・プコーン 2007
- Vimon Jankham 2009-2010
- リー・タック 2010
- 服部昇太朗 2013
- 小笠原侑生 2016
- バルチ・ジュニオール 2016
- 伊藤 卓 2023-2025